# Ooststellingwerf
Ooststellingwerf (Eaststellingwerf en frisó) és un municipi de la província de Frísia, al nord dels Països Baixos. L'1 de gener de 2009 tenia 26.228 habitants repartits per una superfície de 226,08 km² (dels quals 1,70 km² corresponen a aigua). L'idioma parlat no és el frisó sinó stellingwerfs, una varietat del baix saxó neerlandès.

## Nuclis de població
| Neerlandès  | Stellingwerfs | Frisó         | Població |
| ----------- | ------------- | ------------- | -------- |
| Oosterwolde | Oosterwoolde  | Easterwâld    | 9998     |
| Appelscha   | Appelsche     | Appelskea     | 5068     |
| Haulerwijk  | Haulerwiek    | Haulerwyk     | 3279     |
| Donkerbroek | Donkerbroek   | Tjusterboksem | 1893     |
| Oldeberkoop | Berkoop       | Âldeberkeap   | 1560     |
| Makkinga    | Makkinge      | Makkingea     | 1023     |
| Waskemeer   | Waskemeer     | Waskemar      | 880      |
| Elsloo      | Else          | Elslo         | 643      |
| Haule       | De Haule      | De Haule      | 629      |
| Fochteloo   | De Fochtel    | De Fochtel    | 429      |
| Ravenswoud  | Raevenswoold  | Ravenswâld    | 415      |
| Langedijke  | Langedieke    | Langedike     | 299      |
| Nijeberkoop | Ni'jberkoop   | Nijeberkeap   | 283      |

## Administració
El consistori actual, després de les eleccions municipals de 2007, és dirigit per Harry Oosterman. El consistori municipal consta de 21 membres, compost per:
- Partit del Treball, (PvdA) 8 escons
- Ooststellingwerfs Belang, 4 escons
- Crida Demòcrata Cristiana, (CDA) 4 escons
- Partit Popular per la Llibertat i la Democràcia, (VVD) 3 escons
- GroenLinks, 1 escó
- ChristenUnie, 1 escó

## Evolució demogràfica
| 2003   | 2004   | 2005   | 2006   | 2008   |  |
| ------ | ------ | ------ | ------ | ------ |  |
| 26.760 | 26.683 | 26.491 | 26.125 | 26.399 |  |